# کیلور پارک، ویکتوریا
کیلور پارک (به انگلیسی: Keilor Park) یک حومه شهر در استرالیا است که در City of Brimbank واقع شده‌است.